# Happy (롤링 스톤스의 노래)
〈Happy〉는 롤링 스톤스의 1972년 음반 《Exile on Main St.》의 10번째 곡으로, 키스 리처즈가 리드 보컬에 참여한다. 1972년 7월 음반에서 두 번째 싱글로 발매된 〈Happy〉는 1972년 7월 15일에 69위로 빌보드 핫 100에 진입하여 1972년 8월 19일에 22위에 올랐다.

## 같이 보기
- 롤링 스톤스의 음반 목록